# Dominium brytyjskie

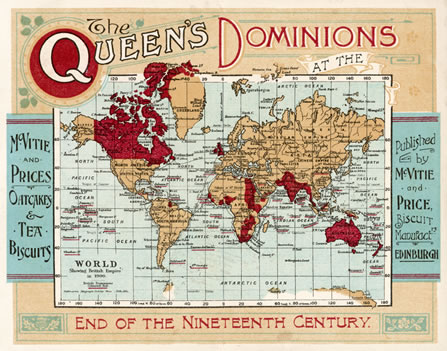
Mapa przedstawiająca posiadłości brytyjskie (w tym dominia) za panowania królowej Wiktorii z końca XIX wieku

Dominium brytyjskie (ang. dominion) – forma ustrojowa istniejąca w ramach imperium brytyjskiego, stanowiąca formę pośrednią między samorządną kolonią a suwerennym państwem, z czasem ewoluująca w stronę suwerenności.
Status ten jako pierwsza uzyskała w 1867 roku Kanada. W późniejszych latach otrzymało go kilka innych terytoriów, w tym Australia, Nowa Zelandia i Południowa Afryka. Na bazie dominiów wykształciły się z czasem tzw. Commonwealth realms – w pełni suwerenne państwa, posiadające wspólnego monarchę. Termin „dominium”, sugerujący podrzędność względem Wielkiej Brytanii, wyszedł z użycia na rzecz tego drugiego na przełomie lat 40. i 50. XX wieku.

## Geneza
Pierwszymi propozycjami utworzenia dominiów były dwie broszury – Jamesa Wilsona Rozważania o naturze i zakresie władzy ustawodawczej parlamentu brytyjskiego oraz Tomasza Jeffersona Krótki przegląd praw Brytyjskiej Ameryki – obie wydane na krótko przed wybuchem rewolucji amerykańskiej. Założeniem ideologicznym tych pism było stwierdzenie, że parlament brytyjski nie może ustanawiać praw dla kolonii, gdyż jej mieszkańcy nie posiadają swych przedstawicieli w tym ciele ustawodawczym. Zamiast tego proponowano, by kolonie stawały się niezależnymi bytami politycznymi z parlamentami, tworzonymi na wzór brytyjskiego, a z Wielką Brytanią związane osobą monarchy.

## Status dominium
Status dominium oznaczał najwyższy stopień autonomii możliwy do osiągnięcia przez terytorium zależne Wielkiej Brytanii. Były one tworzone na obszarach, gdzie zdecydowanie dominowała ludność wywodząca się od osadników pochodzenia europejskiego, zwłaszcza (choć nie tylko) Brytyjczyków. Co do zasady, dominia posiadały pełną swobodę stanowienia o sobie we wszystkich dziedzinach poza obronnością i polityką zagraniczną. Jednocześnie jednak ich ustawodawstwo nie mogło być sprzeczne z prawem stanowionym przez parlament w Londynie. Dominia miały znacznie mniejsze zobowiązania finansowe względem metropolii niż kolonie, ale jednocześnie nie mogły liczyć na brytyjskie współfinansowanie własnych wydatków. Kiedy jedno z dominiów zbankrutowało, ceną za spłacenie jego długów przez Londyn była utrata autonomii (tak właśnie stało się w 1934 roku z Nową Fundlandią, co ostatecznie doprowadziło do jej przystąpienia do federacji kanadyjskiej w 1949 roku).
System polityczny dominiów wzorowany był na brytyjskim, choć poddawano go niekiedy istotnym modyfikacjom, np. w Kanadzie i Australii, gdzie wprowadzono opartą na rozwiązaniach amerykańskich federacyjność państwa. Wiązało się to z faktem, iż oba te dominia zostały stworzone z połączenia kilku odrębnych wcześniej kolonii, które nie chciały zbyt dużej centralizacji. Podobną genezę miał Związek Południowej Afryki, który jako dominium stał się jednak państwem unitarnym, aby nie dopuścić do ponownej eskalacji konfliktu, który wcześniej doprowadził do wojen burskich. Dominia posiadały własne parlamenty i odpowiedzialne przed nimi rządy z premierem na czele. Interesy brytyjskie reprezentował gubernator generalny, który pełnił podwójną funkcję: był zarazem osobistym przedstawicielem monarchy, ale również reprezentantem rządu brytyjskiego, bezpośrednio podległym brytyjskiemu ministrowi ds. kolonii, a później specjalnemu ministrowi ds. dominiów. Konstytucyjne kompetencje gubernatorów generalnych były bardzo szerokie i obejmowały m.in. powoływanie i odwoływanie rządu, skracanie kadencji parlamentu oraz prawo niewzruszalnego weta wobec wszystkich przyjmowanych ustaw.

## Ewolucja statusu
Przywódcy dominiów od początku istnienia tego statusu starali się poszerzyć zakres własnej samodzielności. Tendencja ta była szczególnie wyraźna w działaniach polityków kanadyjskich, a później także południowoafrykańskich i irlandzkich. Na drugim biegunie sytuowały się Australia i Nowa Zelandia, gdzie bardzo długo dominowały nastroje lojalistyczne i probrytyjskie. Premierzy stopniowo wzmacniali swoją pozycję kosztem gubernatorów generalnych, których rola stawała się coraz bardziej ceremonialna – analogicznie do funkcji, jaką w Wielkiej Brytanii pełni monarcha. Na przełomie XIX i XX wieku dominia zaczęły stopniowo prowadzić własną politykę obronną, wystawiając autonomiczne kontyngenty w ramach armii imperialnej, a także politykę zagraniczną. Równocześnie powstała instytucja regularnych tzw. konferencji imperialnych, na których premierzy dominiów omawiali najważniejsze sprawy Imperium z najważniejszymi politykami brytyjskimi. Ich pozycję bardzo wzmocniła I wojna światowa, gdzie ich wojska odegrały znaczącą rolę.

## Pytanie o datę niepodległości
Proces usamodzielniania się dominiów był bardzo stopniowy i rozłożony na wiele lat. W literaturze naukowej można spotkać różne koncepcje odnośnie do tego, kiedy dokładnie nastąpiło ostateczne uzyskanie przez dominia pełnej niepodległości. Najpopularniejszy pogląd wskazuje na rok 1931, kiedy parlament brytyjski przyjął ustawę znaną jako statut westminsterski, która formalnie znosiła podległość dominiów wobec Wielkiej Brytanii i uznawała je za podmioty w pełni równe byłej metropolii. Dokument ten tworzył jednocześnie Wspólnotę Narodów jako blok grupujący dominia. Inne wymieniane daty to:
- 1919 – gdy dominia (oraz nieposiadające tego statusu Indie) zostały dopuszczone na równi z suwerennymi państwami do grona sygnatariuszy traktatu wersalskiego i członków założycieli Ligi Narodów[4];
- 1926 – kiedy na konferencji imperialnej przyjęto raport przygotowany przez komisję ekspertów pod przewodnictwem Arthura Balfoura, co oznaczało polityczną zgodę na postanowienia zawarte później w statucie westminsterskim; w tym samym roku zniesiono podległość gubernatorów generalnych dominiów wobec rządu brytyjskiego;
- 1939 – gdy dominia po raz pierwszy mogły zupełnie samodzielnie decydować o udziale w dużym konflikcie zbrojnym (patrz niżej).

## II wojna światowa
Po wypowiedzeniu przez Wielką Brytanię wojny Niemcom, postawa dominiów była różna. Większość dominiów uznała, że deklaracja ta ich nie wiąże, jedynie rząd australijski uznał, że Australia znajduje się tym samym w stanie wojny. Niemniej jednak, Nowa Zelandia zadeklarowała swoje przystąpienie do wojny równocześnie z Wielką Brytanią, a Południowa Afryka i Kanada wypowiedziały wojnę Niemcom po akceptacji parlamentów, odpowiednio 6 i 10 września 1939 roku. Do wojny przystąpiła też Nowa Fundlandia. Irlandia natomiast pozostała neutralna.

## Zmierzch statusu dominium
Słowo „dominium” wyszło z formalnego użycia na przełomie lat 40. i 50. XX wieku, wkrótce po rozpoczęciu na obszarze imperium brytyjskiego procesu dekolonizacji. Przez krótki czas funkcjonowało określenie „azjatyckie dominia”, pod którym rozumiano Indie, Pakistan i Cejlon. Szybko jednak zrezygnowano z tego słowa, gdyż sugerowało ono podległość, co wówczas nie odpowiadało rzeczywistości.
Choć pojęcie „dominium brytyjskie” bywa do dziś spotykane w literaturze, zwłaszcza popularnonaukowej, jako określenie ustroju politycznego Kanady, Australii czy Nowej Zelandii, w odniesieniu do współczesności jest to termin raczej anachroniczny i mało precyzyjny. Większość byłych, przedwojennych dominiów zachowała unię personalną z Wielką Brytanią i dzisiaj należy je określać raczej jako Commonwealth realms. Inne (np. Południowa Afryka) zachowują symboliczną więź z dawną metropolią poprzez członkostwo we Wspólnocie Narodów, która jednak jest organizacją suwerennych państw. Z kolei Irlandia nie bierze udziału nawet w tej formie stosunków (formalne wystąpienie ze Wspólnoty nastąpiło w 1949 roku), choć z racji swego położenia utrzymuje z Wielką Brytanią bardzo bliskie kontakty.

## Lista dominiów brytyjskich
| Nazwa             | Rok ustanowienia | Dalsze losy                                                                             |
| ----------------- | ---------------- | --------------------------------------------------------------------------------------- |
| Kanada            | 1867             | Commonwealth realm                                                                      |
| Australia         | 1901             | Commonwealth realm                                                                      |
| Nowa Zelandia     | 1907             | Commonwealth realm                                                                      |
| Nowa Fundlandia   | 1907             | Zrezygnowała z niepodległości, w 1949 roku wcielona do Kanady.                          |
| Południowa Afryka | 1910             | W 1961 roku ogłosiła suwerenność jako Republika Południowej Afryki.                     |
| Irlandia          | 1922             | W 1948 roku podjęto decyzję o zniesieniu monarchii, decyzja weszła w życie w 1949 roku. |
| Indie             | 1947             | W 1950 roku przekształcona w Republikę Indii.                                           |
| Pakistan          | 1947             | W 1956 roku proklamowano powstanie Islamskiej Republiki Pakistanu.                      |
| Cejlon            | 1948             | W 1972 roku utworzono Demokratyczno-Socjalistyczną Republikę Sri Lanki.                 |